# Сеньория Пархим-Рихенберг
Сеньория (или княжество) Пархим-Рихенберг (нем. (Fürstentum) Herrschaft Parchim-Richenberg) — существовавшее в XIII в. государство Священной Римской империи. Возникло в результате первого раздела Мекленбурга после смерти князя Генриха Борвина II в 1226 году. Первоначально было назван в честь своей столицы Пархима, после переезда резиденции в Рихенберг название изменилось. Сеньория включала земли Пархима (включая Бренц и Розенгартен), сельскую местность Туре и более поздние фогты Плау-ам-Зе, Гольдберг, Штернберг и, наконец, Рихенберг. Это было самое недолговечное из четырёх разделенных княжеств Мекленбурга.

## История
Первым сеньором Пархим-Рихенберга был младший сын князя Мекленбурга Генриха Борвина II Прибислав I из Мекленбургского дома. Он вырос при дворе своего брата и князя Мекленбурга Иоганна I. Поскольку Прибислав был ещё слишком молод, брат управлял сеньорией от его имени вплоть до 1238 года.
Вскоре после прихода к власти вспыхнули пограничные конфликты с графом Шверина Гунцелином III, и ему пришлось уступить Бренц и Нойштадт-Глеве. После этой междоусобицы ему удалось экономически стабилизировать территорию, основав города Гольдберг и Штернберг и поселив евреев в Пархиме. Он даровал Parchimsche Stadtrecht (привилегии города Пархим) Любцу, Гольдбергу и Штернбергу. В 1249 году на западном берегу Эльде был основан новый город Пархим. В 1248 году Прибислав перенес свою резиденцию из Пархима в недавно построенный замок Рихенберг на реке Варнов недалеко от деревни Критцов. После этого сеньория была также известна как Пархим-Рихенберг.
После споров с Рудольфом был схвачен и доставлен к нему епископство Шверин. Прибислав был отстранен от власти в 1255 году, и княжество было разделено между его братьями и его шурином графом Шверина. Прибислав отправился в изгнание в Померанию и в качестве компенсации получил владение Бялогардом в Дальней Померании. После этого сеньория была разделена между его братьями Иоганном I, сеньёром Верле Николаем I, сеньором Ростока Генрихом Борвином III и графом Шверина Гунцелином III.